# مرکب‌نوازی
در موسیقی سنتی ایرانی، مرکب‌نوازی یا مرکب‌خوانی اصطلاحی است که برای توصیف یک فرم به کار می‌رود که در آن ترکیبی از دستگاه‌ها و آوازهای مختلف موسیقی با ساز یا آواز اجرا می‌شوند.

## تعریف
در مرکب‌نوازی، اجرای موسیقی از یک دستگاه یا آواز به دستگاه یا آواز دیگری پرده‌گردانی می‌کند و در نتیجهٔ آن، کلید موسیقی تغییر می‌کند. هدف از مرکب‌نوازی آن است که اجرا محدود به یک دستگاه نباشد و دست نوازنده یا خواننده بازتر باشد. معمولاً نوازنده یا خواننده پس از مدتی به دستگاه یا آواز اولیه بازگشت می‌کند.

## ساختار
پرده‌گردانی یا مدولاسیون، رکن اصلی مرکب‌نوازی است. پرده‌گردانی در موسیقی ایرانی در اجرایی که بر یک دستگاه متمرکز باشد نیز دیده می‌شود، چنانکه یکی از اجزای پیش‌درآمد پرده‌گردانی با استفاده از گوشه‌های اصلی دستگاه است. تنها برخی گوشه‌های هر دستگاه این قابلیت را دارند که زمینهٔ پرده‌گردانی به دستگاهی دیگر را فراهم کنند. برای مثال در دستگاه ماهور، گوشهٔ دلکش (که در آن درجهٔ ششم و هفتم کاسته است)، یا در دستگاه چهارگاه، گوشهٔ حصار (که درجهٔ چهارمش کاسته و درجهٔ پنجمش افزوده است) و نیز گوشهٔ مویه (که درجهٔ چهارمش کاسته است) چنین خاصیتی دارند. گوشه‌هایی که زمینهٔ پرده‌گردانی را فراهم می‌کنند، معمولاً گوشه‌هایی طولانی هستند و نوازندگان و خوانندگان آن‌ها را گوشه‌هایی مهم می‌دانند. همچنین، معمولاً این گوشه‌ها در ابتدا یا انتهای دستگاه نیستند و در بخش‌های میانی جای دارند. تعداد گوشه‌هایی که قابلیت پرده‌گردانی دارند، از دستگاهی به دستگاه دیگر تفاوت دارد؛ مثلاً در چهارگاه عملاً تنها دو گوشهٔ حصار و مویه این قابلیت را دارند، اما در ماهور، از بین ۵۸ گوشه‌ای که در ردیف جواد معروفی آمده، ۲۳ گوشه درجاتشان با درجهٔ اصلی ماهور (که شبیه گام بزرگ در موسیقی غربی است) تفاوت دارد و قابلیت پرده‌گردانی دارند؛ از جمله دلکش، شکسته، حاجی حسنی، طرب‌انگیز، نیریز، سروش، عراق، محیر، بسته‌نگار، تمام گوشه‌های خانوادهٔ راک (نظیر راک هندی، راک کشمیر و غیره)، صوفی‌نامه، و حَربی.
یکی از دستگاه‌هایی که بیشتر برای مرکب‌نوازی به کار می‌رود، دستگاه راست‌پنج‌گاه است. فرهاد فخرالدینی، راست‌پنج‌گاه را در اصل «راست و پنج‌گاه» می‌داند، به این معنی که نیمهٔ اول گام آن، همان «راست» است (که به تعبیر فخرالدینی می‌تواند معادل مقام عشاق دانسته شود که با درجات دستگاه ماهور مطابقت دارد) و نیمهٔ دوم از پنج مقام مختلف مشتق شده‌است؛ این پنج مقام (یا دستگاه) عبارتند از ماهور، شور، نوا، سه‌گاه و همایون. از آنجا که از طریق گوشهٔ شوشتری در دستگاه همایون می‌توان به گوشهٔ منصوری در چهارگاه رفت، راست‌پنج‌گاه عملاً امکان جابه‌جایی و پرده‌گردانی بین تمام دستگاه‌های موسیقی ایرانی را فراهم می‌کند.

### گوشه‌های متداول
داریوش صفوت در کتاب موسیقی ملی ایران که همراه به نلی کارن نوشته، جدولی از گوشه‌هایی که به طور متداول برای پرده‌گردانی در مرکب‌نوازی به کار می‌روند ارائه کرده‌است:
| دستگاه یا آواز    | گوشه‌ها                                    |
| ----------------- | ----------------------------------------- |
| دستگاه شور        | شهناز                                     |
| آواز ابوعطا       | عشاق                                      |
| آواز دشتی         | عشاق                                      |
| آواز افشاری       | قرائی، عراق                               |
| آواز بیات ترک     | شکسته                                     |
| دستگاه نوا        | عراق، نهفت، گوشت، نیشابورک، خجسته، مجلسی  |
| دستگاه سه‌گاه      | حصار، مخالف                               |
| دستگاه چهارگاه    | حصار                                      |
| دستگاه همایون     | عشاق، عزال، منصوری                        |
| آواز اصفهان       | عشاق، شاه ختایی                           |
| دستگاه ماهور      | دلکش، حصار، شکسته، عراق، راک، صوفی‌نامه    |
| دستگاه راست‌پنج‌گاه | پنجگاه، سپهر، عشاق، زابل، قرچه، عراق، راک |

## نمونه‌ها
آلبوم نوا، مرکب‌خوانی ساختهٔ پرویز مشکاتیان و با آواز محمدرضا شجریان یک نمونهٔ شاخص از مرکب‌نوازی است. این آلبوم در دستگاه نوا آغاز شده و سپس در گوشه‌هایی از شور، بیات ترک و سه‌گاه ادامه می‌یابد.

## مطالعه بیشتر
- اعظمی کیا، منصور (۱۳۸۲). مدگردی در موسیقی آوازی ایران.
- حسینی، ابراییهم (۱۳۹۳). مدگردی در موسیقی ایرانی. تهران: موسسه خدماتی موسیقی عارف. شابک ۹۷۹-۰-۸۰۲۶۱۳-۴۵-۴.